# Зиберберг, Ханс-Юрген
Ханс-Юрген Зиберберг (нем. Hans-Jürgen Syberberg, род. 8 декабря 1935, Носсендорф) — немецкий кинорежиссёр, сценарист, продюсер.

## Биография
Ханс-Юрген Зиберберг родился в Носсендорфе (Передняя Померания) в семье помещика. До 1947 года жил в деревне, затем переехал в Росток. Благодаря Бенно Бессону, ещё будучи школьником, получил разрешение Бертольта Брехта посещать репетиции «Берлинер ансамбль», в котором в 1952—1953 годах снимал на 8-миллиметровую плёнку свои первые документальные фильмы — репетиции пьес Брехта «Мать», «Господин Пунтила и его слуга Матти», а также «Фауста» Гёте. В 1953 году Зиберберг переселился в ФРГ; в 1956—1962 годах изучал филологию и историю искусства; защитил в Мюнхенском университете диссертацию на тему «Абсурд в творчестве Фридриха Дюрренматта».
В 1963—1966 годах Зиберберг работал внештатным сотрудником Баварского телевидения, снимал творческие портреты Фрица Кортнера, Роми Шнайдер, а также эксцентричной семьи обедневших баварских аристократов Поччи и баварского «короля порно» Алоиза Бруммера. Ещё один аспект раннего творчества Зиберберга — два первых игровых фильма: «Скарабей — сколько земли человеку нужно?» (1968) и «Сан Доминго» (1970). Первый основан на рассказе Льва Толстого и представляет собой сюрреалистический фильм с шокирующими сценами насилия. Действие «Сан Доминго», навеянного мотивами одноименной новеллы Клейста, происходит в среде наркоманов, рокеров и революционно настроенных студентов.
Широкую известность Зибербергу принесла «немецкая трилогия» — барочно-театрализованные в духе Вагнера и вместе с тем брехтианские по обнажённости приёмов и прямому обращению к зрителю сюрреалистические фильмы «Людвиг — реквием по королю-девственнику» (1972, о Людвиге Баварском), «Карл Май» (1974, о любимом писателе Гитлера, авторе приключенческих романов из жизни американских индейцев) и семичасовая фреска «Гитлер. Фильм из Германии» (1978, в США прокатывался Ф. Копполой под названием «Наш Гитлер»). В 1981 году эту серию продолжила вольная экранизация вагнеровской оперы «Парсифаль».
Зиберберг живёт в родовом поместье в Носсендорфе, которое он выкупил в 2002 году и восстановил вопреки сопротивлению местных властей.

## Признание
Новаторский, неизменно радикальный в своих поисках кинематограф Зиберберга, пышно разворачивающий (и одновременно безжалостно выворачивающий наизнанку) центральные мифы и мифологизированные фигуры немецкой истории XIX—XX веков, привлек внимание философов, исследователей культуры, историков и теоретиков киноискусства за пределами Германии (Сьюзен Зонтаг, Жиль Делёз, Филипп Лаку-Лабарт, Серж Даней), но настороженно и даже враждебно воспринимался немецкой кинокритикой. Это привело к отчуждению Зиберберга от кино и спаду его творческой активности.
В мае — июне 2003 года Центр Помпиду в Париже представил обширную выставку и ретроспективу его фильмов.
Зиберберг снимался в документальных лентах «Это фильм» (1981, реж. Вернер Бидерман, с Александром Клюге и др.), «Ночь режиссёров» (1995, реж. Эдгар Райц, вместе с Л. Рифеншталь, Ф. Шлёндорфом, В. Херцогом, В. Вендерсом, П. Лилиенталем и др.), «Истр» — о Мартине Хайдеггере) (2004, реж. Дейвид Берисон и Дэниэл Росс, с Ф. Лаку-Лабартом, Ж.-Л. Нанси, Б. Стиглером).

## Фильмография
- 1953 — Бертольт Брехт репетирует / Bertolt Brecht probt
- 1965 — Пятый акт, седьмая сцена. Фриц Кортнер репетирует «Коварство и любовь» / Fünfter Akt, siebente Szene. Fritz Kortner probt Kabale und Liebe
- 1965 — Роми. Анатомия лица / Romy. Anatomie eines Gesichts
- 1966 — Фриц Кортнер читает монологи для пластинки / Fritz Kortner spricht Monologe für eine Schallplatte (Немецкая кинопремия)
- 1966 — Вильгельм фон Кобель / Wilhelm von Kobell
- 1967 — Графы Поччи — несколько глав истории одной семьи / Die Grafen Pocci — einige Kapitel zur Geschichte einer Familie
- 1968 — Скарабей — сколько земли человеку нужно / Scarabea — Wieviel Erde braucht der Mensch
- 1969 — Sex-Business — made in Pasing / Sex-Business — made in Pasing
- 1970 — Сан Доминго / San Domingo
- 1970 — После моего последнего переезда / Nach meinem letzten Umzug
- 1972 — Людвиг — реквием по королю-девственнику / Ludwig — Requiem für einen jungfräulichen König (Немецкая кинопремия, премия МКФ в Вальядолиде)
- 1972 — Теодор Хирнайс, или Как стать бывшим придворным поваром / Theodor Hirneis oder: Wie man ehem. Hofkoch wird
- 1974 — Карл Май / Karl May
- 1975 — Винифрид Вагнер и история дома Ванфрид 1914—1975 / Winifried Wagner und die Feschichte des Hauses Wahnfried von 1914—1975
- 1978 — Гитлер. Фильм из Германии / Hitler. Ein Film aus Deutschland (премия Британского киноинститута)
- 1981 — Парсифаль / Parsifal
- 1984 — Ночь / Die Nacht (Немецкая кинопремия)
- 1985 — Эдит Клевер читает Джойса / Edith Clever liest Joyce
- 1986 — Фройляйн Эльзе / Fräulein Else
- 1987 — Пентесилея / Penthesilea
- 1989 — Маркиза фон О. / Die Marquise von O.
- 1993 — Зиберберг снимает Брехта / Syberberg filmt Brecht
- 1994 — Сон, что же ещё / Ein Traum, was sonst
- 1997 — Грот воспоминания / Höhle der Erinnerung

## Сочинения
- Zum Drama Friedrich Dürrenmatts. Zwei Modellinterpretationen zur Wesensdeutung des modernen Dramas. — München: Verlag Uni-Druck, 1965
- Hitler, ein Film aus Deutschland. — Reinbek bei Hamburg: Rowohlt,1978
- Parsifal. Notes sur film. — Paris: Gallimard, 1982